# Coppa dell'Imperatore 2016 (pallavolo)
La Coppa dell'Imperatore 2016 si è svolta dal 16 al 25 dicembre 2016: al torneo hanno partecipato 24 squadre di club giapponesi e la vittoria finale è andata per la terza volta ai Toray Arrows.

## Regolamento
La competizione prevede che vi prendano parte 24 squadre, che si affrontano in gara secca per tutto il corso del torneo, dal primo turno alla finale. I club provenienti dalla V.Premier League scendono in campo solo da secondo turno.

## Partecipanti
| - Chūō Daigaku - Daido Steel Red Star - Ehime Daigaku - FC Tokyo - Fukuyama Heisei Daigaku - Hokusho Daigaku - JT Thunders - JTEKT Stings | - Kaichi - Kinki Daigaku - Matsumoto Kokusai - Nagasaki Kenritsu Ōmura - Nippon Taiiku Daigaku - Oita Weisse Adler - Okazaki Construction Owls - Osaka Furitsu Otsuka | - Panasonic Panthers - Sakai Blazers - Suntory Sunbirds - Tōkai Daigaku - Toray Arrows - Toyoda Trefuerza - Toyota Motor Sunhawks - Tsukuba Daigaku |

## Torneo

### Primo turno
| 16 dicembre 2016 Tokyo Metropolitan Gymnasium, Tokyo Durata: ? - Spettatori: ? | Kaichi                  | 1 - 3 | Fukuyama Heisei Daigaku   | 25-23, 24-26, 17-25, 22-25 |
| 16 dicembre 2016 Tokyo Metropolitan Gymnasium, Tokyo Durata: ? - Spettatori: ? | Tsukuba Daigaku         | 1 - 3 | Toyota Motor Sunhawks     | 25-18, 22-25, 21-25, 22-25 |
| 16 dicembre 2016 Tokyo Metropolitan Gymnasium, Tokyo Durata: ? - Spettatori: ? | Nagasaki Kenritsu Ōmura | 0 - 3 | Kinki Daigaku             | 20-25, 22-25, 21-25        |
| 16 dicembre 2016 Tokyo Metropolitan Gymnasium, Tokyo Durata: ? - Spettatori: ? | Chūō Daigaku            | 3 - 0 | Okazaki Construction Owls | 25-22, 31-29, 25-21        |
| 16 dicembre 2016 Tokyo Metropolitan Gymnasium, Tokyo Durata: ? - Spettatori: ? | Daido Steel Red Star    | 0 - 3 | Tōkai Daigaku             | 21-25, 14-25, 16-25        |
| 16 dicembre 2016 Tokyo Metropolitan Gymnasium, Tokyo Durata: ? - Spettatori: ? | Matsumoto Kokusai       | 3 - 0 | Ehime Daigaku             | 25-22, 25-18, 25-8         |
| 16 dicembre 2016 Tokyo Metropolitan Gymnasium, Tokyo Durata: ? - Spettatori: ? | Hokusho Daigaku         | 0 - 3 | Osaka Furitsu Otsuka      | 22-25, 15-25, 25-27        |
| 16 dicembre 2016 Tokyo Metropolitan Gymnasium, Tokyo Durata: ? - Spettatori: ? | Nippon Taiiku Daigaku   | 3 - 0 | Oita Weisse Adler         | 28-26, 25-19, 25-22        |

### Secondo turno
| 17 dicembre 2016 Tokyo Metropolitan Gymnasium, Tokyo Durata: ? - Spettatori: ? | Toyoda Trefuerza   | 3 - 0 | Fukuyama Heisei Daigaku | 25-13, 25-12, 25-12        |
| 17 dicembre 2016 Tokyo Metropolitan Gymnasium, Tokyo Durata: ? - Spettatori: ? | FC Tokyo           | 3 - 0 | Toyota Motor Sunhawks   | 25-20, 25-18, 25-19        |
| 17 dicembre 2016 Tokyo Metropolitan Gymnasium, Tokyo Durata: ? - Spettatori: ? | JT Thunders        | 3 - 0 | Kinki Daigaku           | 25-14, 26-24, 25-18        |
| 17 dicembre 2016 Tokyo Metropolitan Gymnasium, Tokyo Durata: ? - Spettatori: ? | JTEKT Stings       | 3 - 1 | Chūō Daigaku            | 25-23, 25-15, 19-25, 25-17 |
| 17 dicembre 2016 Tokyo Metropolitan Gymnasium, Tokyo Durata: ? - Spettatori: ? | Toray Arrows       | 3 - 0 | Tōkai Daigaku           | 25-19, 25-15, 25-23        |
| 17 dicembre 2016 Tokyo Metropolitan Gymnasium, Tokyo Durata: ? - Spettatori: ? | Sakai Blazers      | 3 - 0 | Matsumoto Kokusai       | 25-18, 25-19, 25-21        |
| 17 dicembre 2016 Tokyo Metropolitan Gymnasium, Tokyo Durata: ? - Spettatori: ? | Suntory Sunbirds   | 3 - 0 | Osaka Furitsu Otsuka    | 25-12, 25-11, 25-22        |
| 17 dicembre 2016 Tokyo Metropolitan Gymnasium, Tokyo Durata: ? - Spettatori: ? | Panasonic Panthers | 3 - 0 | Nippon Taiiku Daigaku   | 25-20, 25-22, 25-20        |

### Quarti di finale
| 18 dicembre 2016 Tokyo Metropolitan Gymnasium, Tokyo Durata: ? - Spettatori: ? | Toyoda Trefuerza | 3 - 0 | FC Tokyo           | 25-15, 25-19, 25-20        |
| 18 dicembre 2016 Tokyo Metropolitan Gymnasium, Tokyo Durata: ? - Spettatori: ? | JT Thunders      | 1 - 3 | JTEKT Stings       | 25-19, 19-25, 19-25, 22-25 |
| 18 dicembre 2016 Tokyo Metropolitan Gymnasium, Tokyo Durata: ? - Spettatori: ? | Toray Arrows     | 3 - 0 | Sakai Blazers      | 25-22, 25-22, 25-20        |
| 18 dicembre 2016 Tokyo Metropolitan Gymnasium, Tokyo Durata: ? - Spettatori: ? | Suntory Sunbirds | 3 - 0 | Panasonic Panthers | 25-22, 25-23, 25-23        |

### Semifinali
| 24 dicembre 2016 Ota City General Gymnasium, Tokyo Durata: ? - Spettatori: 1 800 | Toyoda Trefuerza | 3 - 1 | JTEKT Stings     | 19-25, 25-21, 25-20, 25-20 |
| 24 dicembre 2016 Ota City General Gymnasium, Tokyo Durata: ? - Spettatori: 2 500 | Toray Arrows     | 3 - 0 | Suntory Sunbirds | 25-22, 25-22, 25-15        |

### Finale
| 25 dicembre 2016 Ota City General Gymnasium, Tokyo Durata: ? - Spettatori: 1 900 | Toyoda Trefuerza | 2 - 3 | Toray Arrows | 22-25, 20-25, 25-21, 26-24, 20-22 |